# UW-밀워키 팬서 아레나
UW-밀워키 팬서 아레나(영어: UW–Milwaukee Panther Arena)은 미국 위스콘신주 밀워키에 위치한 실내 경기장이다. 과거 NBA 밀워키 벅스, 밀워키 호크스의 홈경기장으로 사용했으며, 현재 IHL/AHL 밀워키 애드미럴스의 홈경기장으로 사용하고 있다.
| NBA 올스타전 개최 경기장 |                      |               |
| 1976년                   | 1977년 밀워키 아레나 | 1978년        |
| 스펙트럼                 | 1977년 밀워키 아레나 | 옴니 콜리시엄 |
|                          |                      |               |
|                          |                      |               |